# Zagrebačka filološka škola
Zagrebačka filološka škola bila je filološka škola koja je djelovala u Zagrebu tijekom devetnaestoga stoljeća. Nudila je niz rješenja za pitanja vezana za standardizaciju hrvatskoga književnoga jezika. Glavni predstavnik škole bio je Adolfo Veber Tkalčević.
Odluke koje je predložila Zagrebačka škola predstavljaju kombinaciju tradicijske prakse pravopisnih, kao i povezivanja različitih umjetnih i dijalektnih obilježja koja bi zadovoljila potrebe većine izvornih govornika. Među njima su:
- morfološki pravopis (na primjer, sudca, iztok umjesto suca, istok)
- genitiv množine završava na -ah (ženah umjesto ženā), zbog čega su dobili nadimak ahavci
- stari završetci u dativu, lokativu i instrumentalu (na primjer, (k) nožim, (u) nožih, (s) noži)
- upotreba slova ě za zamjenu staroslavenskoga znaka jat (na primjer, rěčnik)
- pisanje er za slogovni /r/ (npr. perst)

Najvažniji predstavnci škole bili su Vjekoslav Babukić, Antun Mažuranić i Adolfo Veber Tkalčević. Na području leksikografije najpoznatiji je predstavnik Bogoslav Šulek, koji se posebno isticao u području purizma, skovavši novotvorenice i posudivši zamjene iz inih slavenskih jezika za ne-slavenske zamjenske riječi. Vatroslav Jagić također je bio čvrst zagovornik tih ideja, ali ih je naposljetku napustio.
Zagrebačka filološka škola prevladavala je nad riječkom i zadarskom filološkom školom, u prvom redu zahvaljujući stručnosti svojih sljedbenika. S dolaskom hrvatskih pristaša Vuka Karadžića utjecaj Zagrebačke škole počeo je slabjeti.